# Krzewina (Grande-Pologne)
Pour les articles homonymes, voir Krzewina.
Krzewina (prononciation : [kʂɛˈvina]) est un village polonais de la gmina de Kaczory dans le powiat de Piła de la voïvodie de Grande-Pologne dans le centre-ouest de la Pologne.
Il se situe à environ 3 kilomètres au sud de Kaczory (siège de la gmina), 13 kilomètres au sud-est de Piła (siège du powiat), et à 80 kilomètres au nord de Poznań (capitale de la Grande-Pologne).

## Histoire
De 1975 à 1998, le village faisait partie du territoire de la voïvodie de Piła.

Depuis 1999, Krzewina est situé dans la voïvodie de Grande-Pologne.
Le village possède une population de 220 habitants en 2007.